# Pat McCormicková
Patricia Joan McCormicková, rozená Kellerová (12. května 1930, Seal Beach – 7. března 2023, Orange County) byla americká skokanka do vody.
Závodit začala v roce 1947, nominace na olympiádu v roce 1948 jí těsně unikla, na olympiádě 1952 vyhrála skoky z prkna i věže a na olympiádě 1956 obě prvenství obhájila. Její bilanci čtyř zlatých medailí ve skocích do vody vyrovnal až Greg Louganis. Na Panamerických hrách vyhrála v roce 1951 skoky z věže a z prkna byla druhá, v roce 1955 získala obě zlaté medaile. V roce 1956 vyhrála James E. Sullivan Award i anketu agentury Associated Press o sportovce roku.
Po ukončení sportovní kariéry působila jako modelka. Byla také členkou organizačního výboru Letních olympijských her 1984 v Los Angeles a nesla olympijskou vlajku při zahajovacím ceremoniálu.
Skokany do vody byli i její manžel John McCormick a dcera Kelly McCormicková, která získala stříbrnou olympijskou medaili na OH 1984 a bronzovou na OH 1988.